# Sharrif Floyd
Sharrif Karnell Floyd (Filadelfia, 28 maggio 1991) è un ex giocatore di football americano e allenatore di football americano statunitense che svolge il ruolo di assistente della linea difensiva dei Washington Commanders della National Football League (NFL). Fu scelto dai Minnesota Vikings nel corso del primo giro (23º assoluto) del Draft NFL 2013, giocandovi per tutta la carriera. Al college giocò a football all'Università della Florida venendo premiato come All-American

## Carriera universitaria
Dopo aver giocato per i Washington Eagles della George Washington High School di Filadelfia venendo anche invitato alla U.S. Army All-American Combine, Floyd nel 2010 accettò la proposta avanzatagli dai Florida Gators, ai quali giunse col più alto punteggio di reclutamento dai tempi di Percy Harvin.
Nella sua prima stagione partì subito come titolare e collezionando, nella stagione regolare, 23 tackle (di cui 10 solitari e 13 assistiti), cui vanno aggiunti altri due messi a segno nell'Outback Bowl 2011 vinto dai Gators sui Penn State Nittany Lions. Nel 2011, la sua stagione da sophomore, Floyd venne spostato per le ultime 11 partite nel ruolo di defensive end, collezionando 46 tackle e realizzando il primo sack in carriera (cui farà seguito il secondo nell'azione immediatamente successiva) nel Gator Bowl 2011 vinto dai Gators sugli Ohio State Buckeyes.
Nel 2012, la sua stagione da junior, Floyd tornò nella sua posizione naturale di defensive tackle facendo registrare 31 tackle (di cui 19 solitari e 12 assistiti), e venne inserito nel First-team All-American (primo dal 2001, tra i defensive lineman dei Gators, ad ottenere tale riconoscimento) e nel First-team All-Southeastern Conference. Al termine della stagione, dopo la sconfitta al Sugar Bowl contro i Louisville Cardinals, annunciò la decisione di saltare il suo ultimo anno al college e di rendersi eleggibile per il Draft NFL 2013.

### Vittorie e premi

#### Università
- Outback Bowl: 1

Florida Gators: 2010
- Gator Bowl: 1

Florida Gators: 2011
- SEC Eastern Division: 1

Florida Gators: 2012

#### Individuale
- First-team All-American: 1

2012
- First-team All-SEC: 1

2012
- Freshman All-SEC Team (2010)

## Carriera professionistica

### Minnesota Vikings
Floyd, che aveva una valutazione di 94,2/100 (secondo assoluto del Draft e primo tra i defensive tackle) che secondo le classifiche NFL per dei giocatori eleggibili nel draft lo poneva nella categoria dei titolari immediati, fu pronosticato da Sports Illustrated come scelta del finale del primo giro, quarto tra i defensive tackle. Successivamente le sue quotazioni crebbero tanto da venire considerato dagli analisti il miglior defensive tackle selezionabile nel Draft NFL 2013 e addirittura, secondo Pete Prisco, analista di CBSSports.com, seconda scelta assoluta e "miglior giocatore in questo Draft". Tuttavia il 25 aprile risultò essere la prima delle tre scelte dei Minnesota Vikings, ma solo come 23º assoluto. Proprio per questo, nei giorni successivi al Draft, fu costantemente inserito da molti addetti ai lavori tra i migliori affari del Draft in relazione al numero di scelta. Il 25 luglio firmò un contratto quadriennale con la franchigia.

#### 2013
Floyd debuttò come professionista nella settimana 1 contro i Detroit Lions, in cui fece registrare un passaggio deviato. La settimana seguente mise a segno il primo tackle (assistito) in carriera nel match perso dai Vikings per 30-31 contro i Chicago Bears. Un altro tackle, questa volta solitario, lo mise a segno nella settimana 3, che vide la terza sconfitta consecutiva dei Vikings superati per 31-30 dai Cleveland Browns tra le mura amiche dell'Hubert H. Humphrey Metrodome. Nella settimana 4, che vide i Vikings vittoriosi per 34-27 sugli Steelers al Wembley Stadium di Londra in una delle due gare delle NFL International Series della stagione 2013, Floyd mise a segno il primo mezzo sack con la collaborazione di Jared Allen, oltre a mettere a referto un altro tackle assistito. Dopo la settimana di riposo i Vikings tornarono alla sconfitta contro i Carolina Panthers (35-10 il punteggio finale). Floyd mise a segno altri 2 tackle solitari e soprattutto il primo sack in carriera, l'unico messo a referto dai Vikings durante il match ai danni di Cam Newton.
Alla gara contro Carolina fecero seguito tre partite giocate rispettivamente contro New York Giants, Green Bay Packers e Dallas Cowboys in cui Floyd continuò ad essere impiegato in pochi snap e non mise a referto alcuna statistica, fatta eccezione per la gara contro i Giants nella quale impiegato nel primo blocco a difesa del kick returner, a seguito di un kickoff più corto calciato dal kicker Josh Brown, si ritrovò nella situazione di ritornare un kickoff lui stesso. Avanzato per 9 yard commise un fumble, forzato e recuperato dal defensive end dei Giants Damontre Moore, sulla linea delle 18 yard di Minnesota. Nel Thursday Night Football in programma nella settimana 10, che vide i Vikings tornare al successo contro i Washington Redskins a distanza di più di un mese dalla gara di Wembley, Floyd, complici gli infortuni ai nose tackle Letroy Guion e Fred Evans, scese per la prima volta in campo come defensive tackle 3-technique titolare, ruolo solitamente ricoperto da Kevin Williams che per l'occasione ricoprì invece il ruolo di nose tackle, mettendo a referto 2 tackle assistiti.
Dopo questa gara Floyd tornò ad essere impiegato solo in determinati momenti della gara e negli special team, mettendo a segno altri 3 tackle complessivi nelle seguenti due gare in cui arrivarono per i Vikings una sconfitta in casa dei Seattle Seahawks ed un pareggio in casa dei Packers. Nella settimana 13 i Vikings tornarono alla vittoria nel match casalingo in cui ebbero ragione dei Bears per 23-20 in una gara dagli innumerevoli colpi di scena. Floyd dal canto suo, disputò un'ottima gara mettendo a segno due tackle, il secondo sack in carriera tra i professionisti, placcando Josh McCown dietro la linea di scrimmage per una perdita di 4 yard, ed il primo fumble forzato in carriera recuperato dal compagno di squadra Marvin Mitchell. Nelle rimanenti 4 partite, Floyd mise a referto altri 7 tackle ed il secondo passaggio deviato in carriera (nella gara persa 14-42 in casa dei Cincinnati Bengals) dopo quello messo a segno nella gara di debutto, chiudendo così la sua prima stagione in NFL con 19 tackle, 2,5 sack, 2 passaggi deviati ed un fumble forzato messi a segno in 16 partite di cui solo una da titolare.

#### 2014
Con la partenza di Williams alla volta di Seattle, Floyd debuttò come defensive tackle 3-technique titolare della formazione del Minnesota nella settimana 1, durante la quale mise a segno 2 tackle (di cui uno per una perdita di terreno pari a 3 yard ai danni di Tavon Austin) nella gara vinta dai Vikings per 34-6 in casa dei St. Louis Rams, prima di uscire nel finale di gara per un infortunio di lieve entità alla spalla.

## Statistiche
Fonte: NFL.com
Statistiche aggiornate alla stagione 2013